# Davidson-Oxazol-Cyclisierung
Die Davidson-Oxazol-Cyclisierung oder Davidson-Oxazol-Synthese ist eine Namensreaktion der organischen Chemie, die nach David Davidson benannt ist. Die Reaktion beschreibt die Synthese eines substituierten Oxazols aus einem O-Acylacyloin. Bei der Entdeckung griff Davidson die Forschung von Francis Japp aus dem Jahre 1883 auf und veröffentlichte 1937 detaillierte Untersuchungen.

## Übersichtsreaktion
O-Acylacyloin reagiert unter Einsatz von Ammoniumacetat und Essigsäure zu substituiertem Oxazol:

## Reaktionsmechanismus
Der Reaktionsmechanismus ist in der Literatur beschrieben:
Das Acyloin-Derivat 1 reagiert mit Ammoniumacetat, welches in Essigsäure umgesetzt wird, zur ionischen Zwischenstufe 2. Anschließend bildet sich durch Reaktion mit Essigsäure die isomere Zwischenstufe 3. Elektronen- und Atomumlagerung erzeugt einen Ringschluss – es entsteht Zwischenstufe 4. Zweifache Abspaltung von Wasser liefert die protonierte Oxazol-Zwischenstufe 5. Unter dem Einfluss einer Base erfolgt eine Deprotonierung, es bildet sich das Oxazol 6.

## Anwendung
In einer Davidson-Oxazol-Cyclisierung reagiert Bromacetophenon mit ammoniumformiat zu 4-Phenyloxazol: